# Boričje
Boričje este un sat din comuna Plužine, Muntenegru. Conform datelor de la recensământul din 2003, localitatea are 71 de locuitori (la recensământul din 1991 erau 97 de locuitori).

## Demografie
În satul Boričje locuiesc 58 de persoane adulte, iar vârsta medie a populației este de 36,9 de ani (39,2 la bărbați și 34,4 la femei). În localitate sunt 15 gospodării, iar numărul mediu de membri în gospodărie este de 4,73.
Populația localității este foarte eterogenă.
|  |

| Demografie | Demografie | Demografie |
| An         | Locuitori  | Locuitori  |
| ---------- | ---------- | ---------- |
|            |            |            |
|            |            |            |
|            |            |            |
|            |            |            |
| 1948       | 198        |            |
| 1953       | 243        |            |
| 1961       | 248        |            |
| 1971       | 217        |            |
| 1981       | 134        |            |
| 1991       | 97         | 97         |
| 2003       | 71         | 71         |

| \| Componența etnică conform recensământului din 2003[2] \| Componența etnică conform recensământului din 2003[2] \| Componența etnică conform recensământului din 2003[2] \| Componența etnică conform recensământului din 2003[2] \| Componența etnică conform recensământului din 2003[2] \| \| ----------------------------------------------------- \| ----------------------------------------------------- \| ----------------------------------------------------- \| ----------------------------------------------------- \| ----------------------------------------------------- \| \| \| \| \| \| \| \| Sârbi \| Sârbi \| \| 36 \| 50,7% \| \| Muntenegreni \| Muntenegreni \| \| 31 \| 43,66% \| \| necunoscută \| necunoscută \| \| 0 \| 0% \| |              |  |    |        |
| Componența etnică conform recensământului din 2003 |              |  |    |        |
| |              |  |    |        |
| Sârbi | Sârbi        |  | 36 | 50,7%  |
| Muntenegreni | Muntenegreni |  | 31 | 43,66% |
| necunoscută | necunoscută  |  | 0  | 0%     |